# Scrivia
Der Scrivia ist ein rechter Nebenfluss des norditalienischen Flusses Po. Der 88 Kilometer lange Fluss durchfließt die Regionen Ligurien, Piemont und Lombardei von Süd nach Nord.

## Verlauf
Der Fluss entspringt in der Metropolitanstadt Genua und entsteht aus den Torrenti Laccio (aus Torriglia kommend) und Pentema (auch Pentemina genannt), die bei Montoggio zusammenfinden und beide vom Berg Monte Prelà kommen. Danach passiert er die Gemeinde Casella (410 m), wo von rechts der Bravenna hinzufließt. In Savignone fließt der Camiasca von links ein, danach erreicht er Busalla, wo der Seminella von rechts einfließt. Nach Ronco Scrivia erreicht der Fluss den Ort Isola del Cantone, wo von rechts der Vobbia eintritt. Danach gelangt der Fluss in den Piemont (Provinz Alessandria), wo er zunächst die Gemeinde Arquata Scrivia erreicht und die Torrenti Spinti und Borbera von rechts kommend aufnimmt. Danach erreicht er die Gemeinden Serravalle Scrivia (225 m), Cassano Spinola, Tortona und Castelnuovo Scrivia. Hier fließt ebenfalls von rechts der Grue ein. Nach Alzano Scrivia und Molino dei Torti verlässt er die Provinz Alessandria und tritt in die Provinz Pavia (Region Lombardei) ein. Hier zieht er durch das Gemeindegebiet von Cornale (74 m) und dient dann dem Po als rechter Nebenfluss.

## Bilder

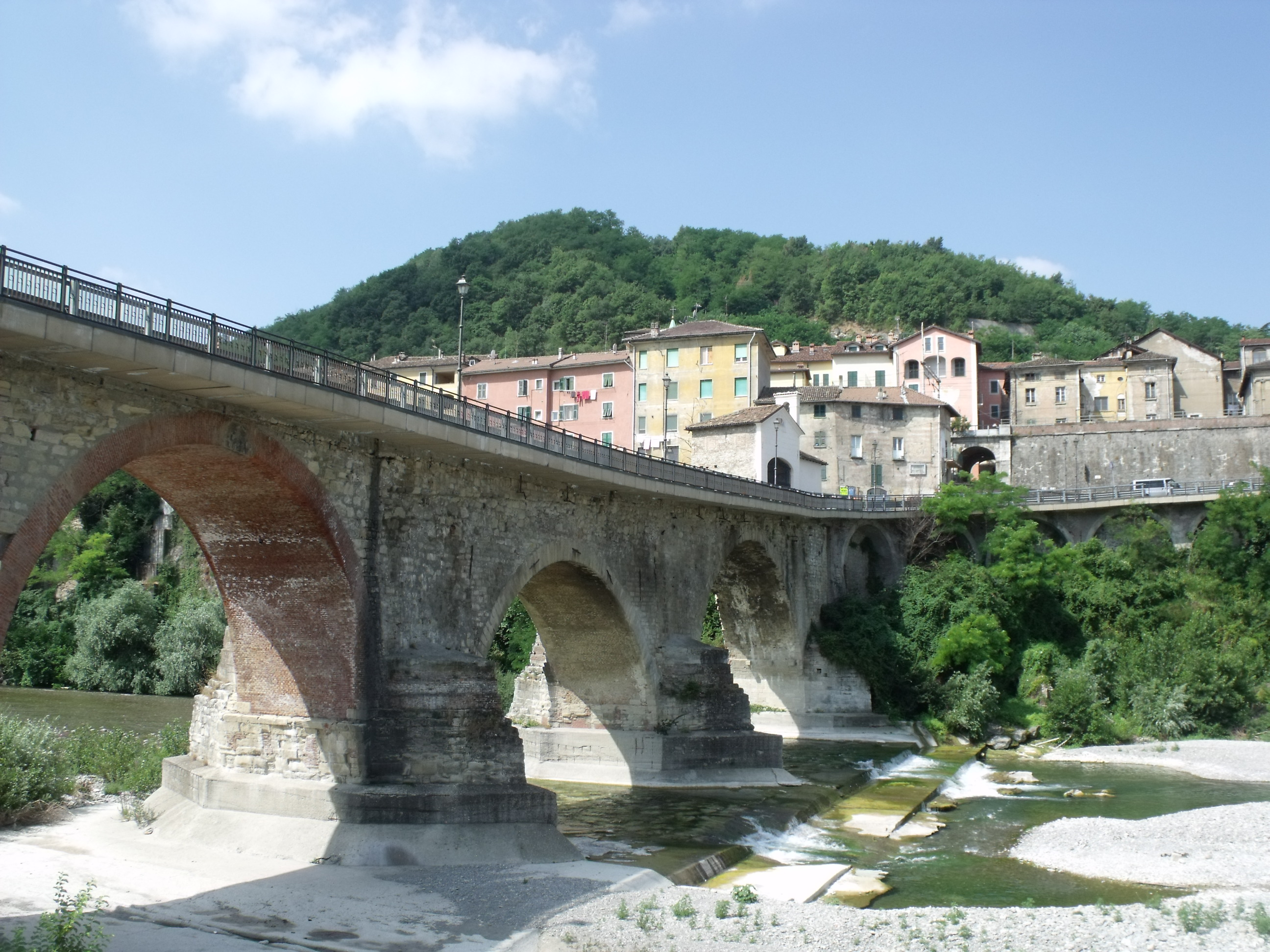
Die Scrivia-Brücke in Serravalle Scrivia
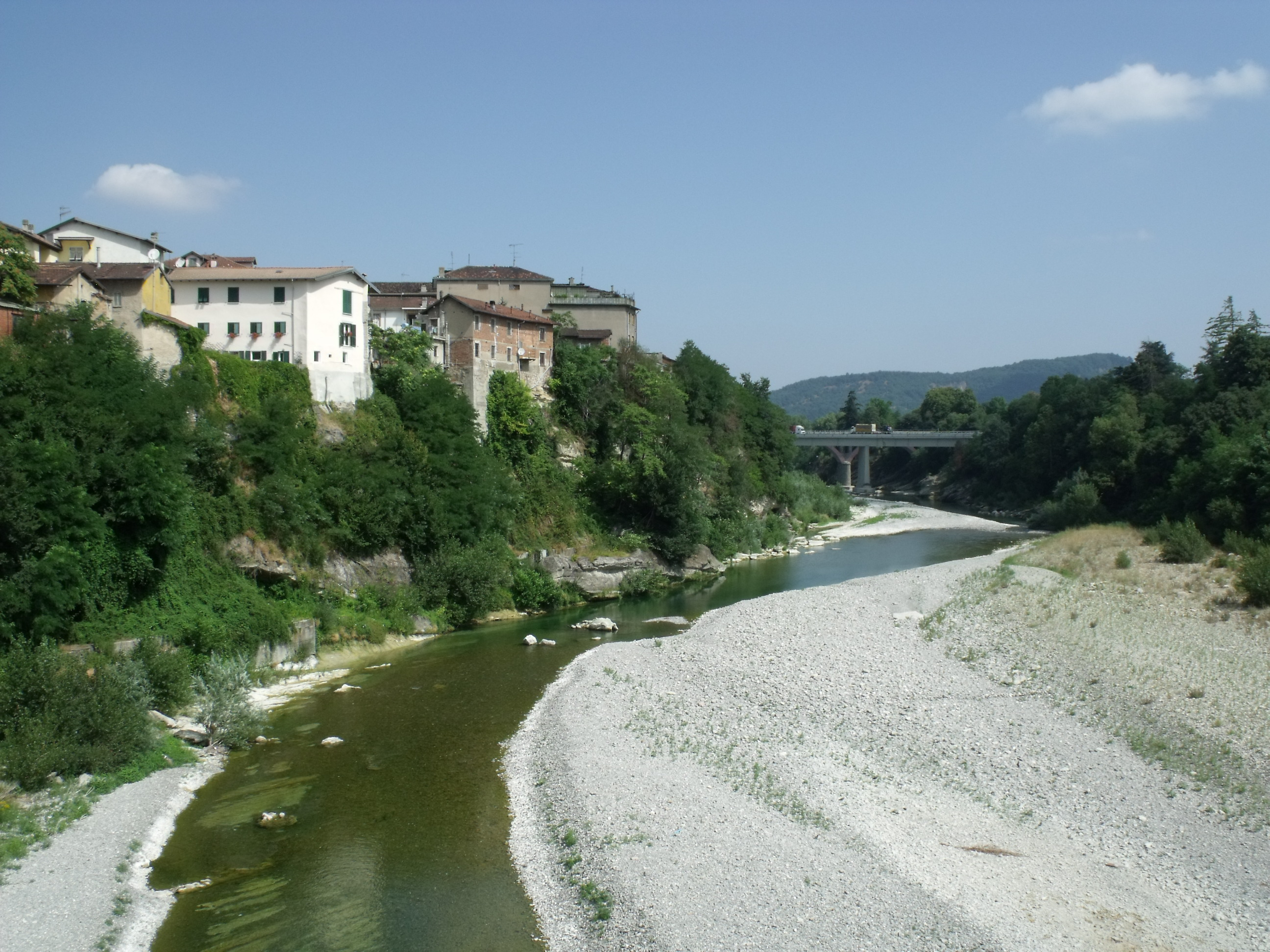
Der Scrivia bei Serravalle Scrivia, im Hintergrund die Autobahn A7